# فوختلو
فوچتلو (به هلندی: Fochteloo) یک منطقهٔ مسکونی در هلند است که در اوست‌استلینگ‌ورف واقع شده‌است. فوچتلو ۳۹۱ نفر جمعیت دارد.